# Sponsor antsihanaka
Sponsor antsihanaka es una especie de escarabajo del género Sponsor, familia Buprestidae. Fue descrita científicamente por Descarpentries en 1957.

## Distribución
Habita en la región afrotropical.